# 東九龍走廊

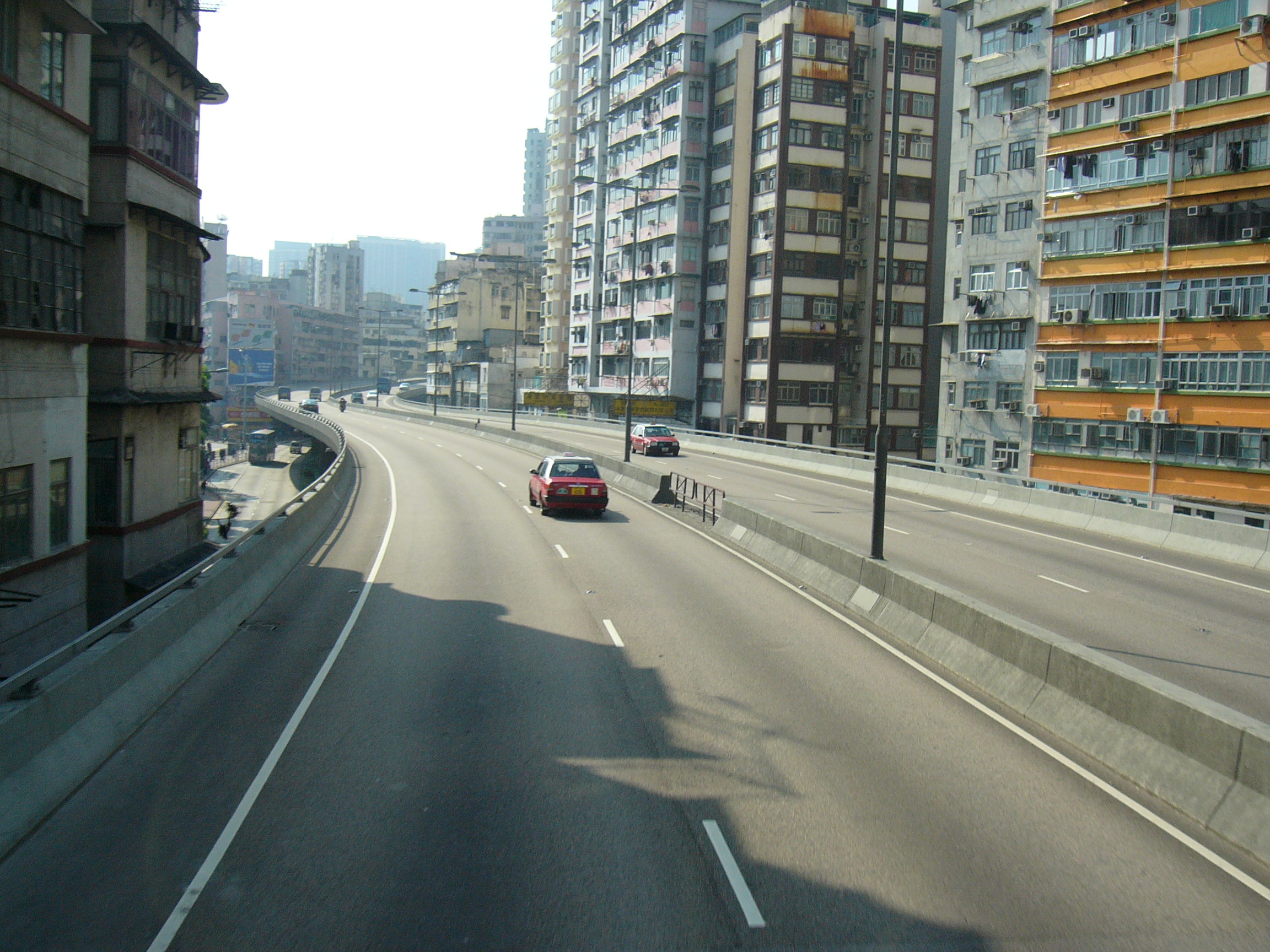
東九龍走廊天橋橋面

東九龍走廊（英語：East Kowloon Corridor）是香港5號幹線的一部份，連接九龍馬頭角及紅磡。全線均為雙線雙程分隔的高架公路。
東九龍走廊全長1.5公里，由啟德隧道西端出口位於馬頭角的新山交匯處開始，車輛亦可由新山道駛入，沿著九龍城道以及漆咸道北至近紅磡何文田交界的佛光街天橋為止，近紅磡的出口則匯入漆咸道北。東九龍走廊位於啟德隧道隧道管制區內，區內所有的管理和執行道路法例的工作由啟德隧道負責。而東九龍走廊以「東九龍」命名，這是因為公路位於九廣鐵路（今東鐵綫）以東，過去九龍以鐵路走線區分東九龍和西九龍，但實際上並非位於九龍東，而是地處九龍西的九龍城區，而兩邊出入口亦非連接九龍東，車輛需經啟德隧道才能前往九龍東。
東九龍走廊南北行原本均屬紅色公共小巴禁區，但因沙中綫工程需封閉馬頭圍道三綫行車綫，為減少馬頭圍道車流而臨時放寬北行段，最後自2016年2月起，運輸署決定撤銷該路北行的禁區。

## 橋底的鐵路管道預留結構
東九龍走廊早於1970年代設計，並於1973年動工興建，1981年落成。由於當年的地鐵東九龍綫定線設計，擬建土瓜灣站的位置跟東九龍走廊天橋非常接近，而鐵路管道更須穿越介乎九龍城道與漆咸道（現改稱漆咸道北）交界處的一段東九龍走廊天橋橋底。為避免將來東九龍線施工期間的挖掘工程，對東九龍走廊天橋造成影響，故當年在該段東九龍走廊工程合約中，已包括沿擬建管道及車站外牆安置鋼板樁牆（英語：Sheet Pile Wall）排列。萬一將來東九龍線興建時，此舉不但對橋身結構起了保護作用，也可減低東九龍線的工程難度。然而，後來東九龍綫的九龍段由屯馬綫取代，路段並改為馬頭圍道（上路）地底，東九龍走廊天橋的地基最終亦要改建配合新的鐵路隧道走綫。

## 外部連結
- 香港巴士大典上的相关条目：東九龍走廊
- 香港道路大典上的相关条目：東九龍走廊

| 论 编 | 香港5號幹線 |  |
| |             |  |
| 啓福道 – 啟德隧道 – 東九龍走廊 – 漆咸道北 – 漆咸道南 – 加士居道天橋 – 渡船街天橋 – 西九龍走廊及西九龍走廊西 – 荔枝角道 – 葵涌道（包括荔枝角大橋） – 荃灣路 |             |  |
| |             |  |

| 论 编                 | 啟德隧道（隧道管制區） |  |
|                       |                        |  |
| 東九龍走廊 - 啟德隧道 |                        |  |